# Nacionalismo sirio

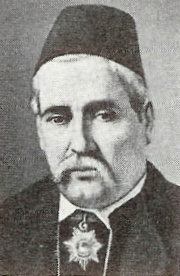
Butrus al-Bustani

El nacionalismo sirio se refiere al movimiento nacionalista cultural y político sirio. No debe confundirse con el nacionalismo árabe, que fue la doctrina oficial estatal de la República Árabe Siria bajo el gobierno del Partido Baaz, y tampoco debe asumirse que el nacionalismo sirio defiende los intereses de la actual Siria, sino la existencia de un estado sirio independiente (tras el proceso de descolonización de Francia de 1946), en un área más o menos definida del Levante mediterráneo sirio, conocida en árabe como "Bilad al-Sham".

## Historia
El nacionalismo sirio nació como ideología en el último tercio del siglo XIX, en conjunción con el movimiento Nahda, y se extendió después al mundo árabe incluido en el Imperio otomano. Quizás la primera exposición de los principios del nacionalismo sirio sea la que produjo el escritor libanés Butrus al-Bustani, un converso de la Iglesia católica maronita al Protestantismo, quien fundó uno de los primeros periódicos de la región, Nafir Suria, en Beirut, tras la guerra civil del Monte Líbano de 1860 y la masacre de cristianos en Damasco al año siguiente. Bustani, que se oponía a cualquier forma de sectarismo, hizo suya la frase "hubb al-watan min al-iman": "el amor a la patria es un asunto de fe", que proviene de un hadiz de autenticidad discutida.
El nacionalismo sirio propuso una nueva historia y una nueva identidad para Siria, que agrupase distintas sectas religiosas, así como las diferentes etnias residentes en la zona. Así, aunque en sí mismo no era un movimiento antiárabe, se opuso al nacionalismo árabe y al panarabismo subyacente en él, que poco después se extendería por todo el mundo árabe, incluida Siria. Así, el nacionalismo sirio se opone a las aspiraciones árabes a la región de Siria, prefiriendo una nacionalidad incluyente, llegando incluso a negar el origen étnico árabe de los sirios, y considerándolos en cambio como descendientes arabizados de los fenicios y otros habitantes antiguos de la zona; además, el nacionalismo sirio es un movimiento secular, que acepta todas las confesiones presentes en el área: Sunismo, Chiismo, Cristianismo y Judaísmo. Esto hizo que muchos cristianos se vieran atraídos hacia este movimiento (así como hacia el nacionalismo árabe, igualmente no religioso), dado que las iglesias cristianas forman una minoría religiosa en el Oriente Medio, y temían ser absorbidas por las mayorías musulmanas.

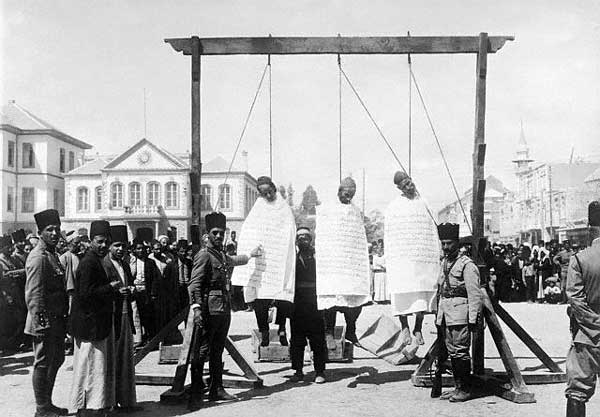
Nacionalistas sirios ahorcados por los turcos

El nacionalismo sirio a menudo emplea el término "Gran Siria", basado en la antigua definición de las fronteras de la región conocida como Siria, que se extendía desde el sur de Turquía hasta el Líbano y Palestina y el río Jordán e incluso, en algunas versiones, Irak. Actualmente esta visión de una "Gran Siria" es defendida por el Partido Social Nacionalista Sirio, creado por Antun Saadeh, para quien las fronteras actuales de Siria son cultural e históricamente inválidas y artificiales, resultado del mandato turco, del colonialismo europeo y del sionismo. Sin embargo, este partido aceptó desde casi sus orígenes que las condiciones específicas, políticas y sociales, de Líbano, hacían inevitable su existencia como estado independiente. En los años siguientes, y en especial desde los años 70, el núcleo del partido ha adoptado posturas más suaves en relación con el nacionalismo árabe, al que ya no se oponen abiertamente: aceptan el origen árabe de los sirios, pero siguen considerando a la Gran Siria como un enclave pionero entre los pueblos árabes. Otras facciones del partido, que se escindieron de él, mantienen la postura originaria del nacionalismo sirio con respecto al nacionalismo árabe y al panarabismo.